# Glücksspiel des Lebens
Glücksspiel des Lebens (alternativ auch als Geh leise, Fremder bekannt) ist ein US-amerikanisches Krimidrama aus dem Jahr 1950 von Robert Stevenson mit Joseph Cotten und Alida Valli in den Hauptrollen. Der Film wurde in Zusammenarbeit von RKO Pictures und Vanguard Films produziert.

## Handlung
Die Witwe Mrs. Brentman erhält Besuch von einem jungen Mann, der sich Chris Hale nennt. Er gibt an, in dem Haus aufgewachsen zu sein. Die Witwe ist von dem jungen Mann, der Arbeit sucht, so angetan, dass sie ihm ein Zimmer anbietet. Chris findet schnell Arbeit in der Versandabteilung der Schuhfabrik von A. J. Corelli.
Eines Abends begegnet Chris Elaine Corelli, der durch einen Skiunfall gelähmten Tochter seines Chefs. Er erzählt ihr, dass er sie von früher her kenne, als er als Zeitungsbote zum Corelli-Haus kam und sie bewunderte. Elaine amüsiert sich sichtlich und blüht auf. Am nächsten Tag wird Chris zu seinem Chef gerufen. Elaine hat ihren Vater nach einer besseren Stellung für Chris gefragt. Chris lehnt aber das Angebot ab und verspricht, Elaine später den Grund dafür zu erklären. Er hält sein Versprechen, bleibt aber in seiner Begründung vage. Mit seinem Humor bringt er Elaine dazu, selber über ihren Unfall zu scherzen.
Am nächsten Morgen fliegt Chris in eine andere Stadt, um sich mit seinem Freund Whitey Lake zu treffen. Whitey nennt Chris Steve und stiehlt mit ihm 200.000 Dollar vom Wett- und Spielebetreiber Bowen. Sie sind sich sicher, dass Bowen den Diebstahl des illegalen Geldes nicht anzeigen wird. Chris kehrt nach Hause zurück und wird von seinem Kollegen Ray Healy zu einer Doppelverabredung eingeladen. Als er Elaine trifft, lässt er die Verabredung platzen und geht mit ihr in einen Nachtclub. Gwen, die Ray für Chris eingeladen hatte und sitzen gelassen wurde, erscheint im Nachtclub. Sie macht ihm vor Elaine Vorwürfe, tanzt aber dann doch mit ihm, was Elaine bedrückt beobachtet. Im Glauben, dass Chris von ihrer Lähmung abgestoßen ist, reist sie nach Florida.
Zu Weihnachten kehrt Elaine zurück und wird von Chris umworben, bis beide ineinander verliebt sind. Ein ängstlicher und verwirrter Whitey erscheint bei Chris. Chris versteckt seinen Freund, der von Bowen verfolgt wird, in seinem Zimmer. Whiteys Nervenkostüm ist angeschlagen und er durchsucht Chris’ Zimmer nach dessen Anteil an der Beute. Er erfährt, dass Chris darauf besteht, dass Mrs. Brentman das Grab ihres Sohnes in Arlington besucht und befürchtet, dass Chris ihn in Abwesenheit seiner Vermieterin umbringen will. Chris kann den hysterischen Whitey beruhigen und bringt Mrs. Brentman zum Flughafen. Auf dem Rückweg bemerkt er, dass er von zwei Männern verfolgt wird. Er kann seine Verfolger abschütteln und zu Elaine fahren. Dort gesteht er ihr seine Tat. Elaine rät ihm, das Geld zurückzugeben. Ihr sei zudem klar, dass er über seine Vergangenheit gelogen hat.
Als Chris nach Hause kommt, findet er Whiteys Leiche vor. Das Geld ist verschwunden. Er wird von den Männern, die ihn verfolgt haben, gepackt und in ein Auto gezerrt, in dem Bowen auf ihn wartet. Bowen plant, Elaine auszurauben. Chris will dies verhindern und greift den Fahrer an, wird aber im folgenden Kampf von Bowen niedergeschossen. Das Auto kommt von der Straße ab und Chris kommt unter Polizeibewachung in ein Krankenhaus. Als er genesen ist, soll er in ein Gefängnis überstellt werden. Elaine besucht ihn und schwört, auf ihn zu warten, denn er wird sie genauso brauchen, wie sie ihn braucht.

## Produktion

### Hintergrund
Gedreht wurde der Film vom 19. April bis zum 8. Juni 1948 in den RKO-Studios in Hollywood.
RKO-Besitzer Howard Hughes hielt den Film zuerst zurück. Im Februar entschied er sich zur Veröffentlichung, um, wie der Kritiker der New York Times befand, am Starruhm von Joseph Cotten und Alida Valli durch den Agententhriller Der dritte Mann zu partizipieren. Cotten, Valli und Regisseur Stevenson wurden von Selznick International Pictures ausgeliehen. Es war die letzte Zusammenarbeit zwischen RKO und David O. Selznick. Selznick sollte am Gewinn beteiligt werden. Der Film machte einen Verlust von 775.000 Dollar (inflationsbereinigter Wert Stand 2023: 9,976 Millionen Dollar) und war RKOs größter Filmflop des Jahres.

### Stab
Albert S. D’Agostino und Alfred Herman oblag die künstlerische Leitung. Harley Miller und Darrell Silvera waren für das Szenenbild zuständig, Edward Stevenson für die Kostüme. Verantwortliche Toningenieure waren Clem Portman und Richard Van Hessen. Constantin Bakaleinikoff war der musikalische Direktor.

### Besetzung
In kleinen nicht im Abspann erwähnten Nebenrollen traten Bess Flowers, John Miljan, Snub Pollard und Will Wright auf.

## Synchronisation
| Rolle            | Schauspieler    | Deutscher Synchronsprecher |
| ---------------- | --------------- | -------------------------- |
| Chris Hale/Steve | Joseph Cotten   | Carl Raddatz               |
| Mrs. Brentman    | Spring Byington | Anneliese Würtz            |
| Ray Healy        | Jack Paar       | Gert Günther Hoffmann      |
| Gwen             | Jeff Donnell    | Gisela Trowe               |
| Morgan           | John McIntire   | Ernst Konstantin           |
| Bowen            | Howard Petrie   | Siegfried Schürenberg      |
| A. J. Corelli    | Frank Puglia    | Alfred Balthoff            |
| Miss Thompson    | Esther Dale     | Lilli Schoenborn           |

## Veröffentlichung
Die Premiere des Films fand am 14. Oktober 1950 in New York statt. In der Bundesrepublik Deutschland kam er am 12. Dezember 1951 in die Kinos.

## Kritiken
Der Filmkritiken-Aggregator Rotten Tomatoes hat in einer Auswertung ein Publikumsergebnis von 54 Prozent positiver Bewertungen ermittelt.
Das Lexikon des internationalen Films schrieb: „Effekt- und spannungsorientiertes Melodram mit sicherer Regie und guten Darstellern.“
Bosley Crowther von der The New York Times befand, Cottens und Vallis Starpower sei das Einzige von Wert, was der Film habe. Beide spielen ihre Rollen mit Biss, doch ab Filmmitte sei die Luft aus der Geschichte raus.
Der Kritiker des TV Guide sah einen Film, der sich wie nach einer Checkliste entwickele. Jedes denkbare Klischee, das zu den Charakteren oder der Situation passt, werde genutzt. Trotz der guten Darstellungen von Cotten und Valli werde der Film schnell langweilig.